# Okean

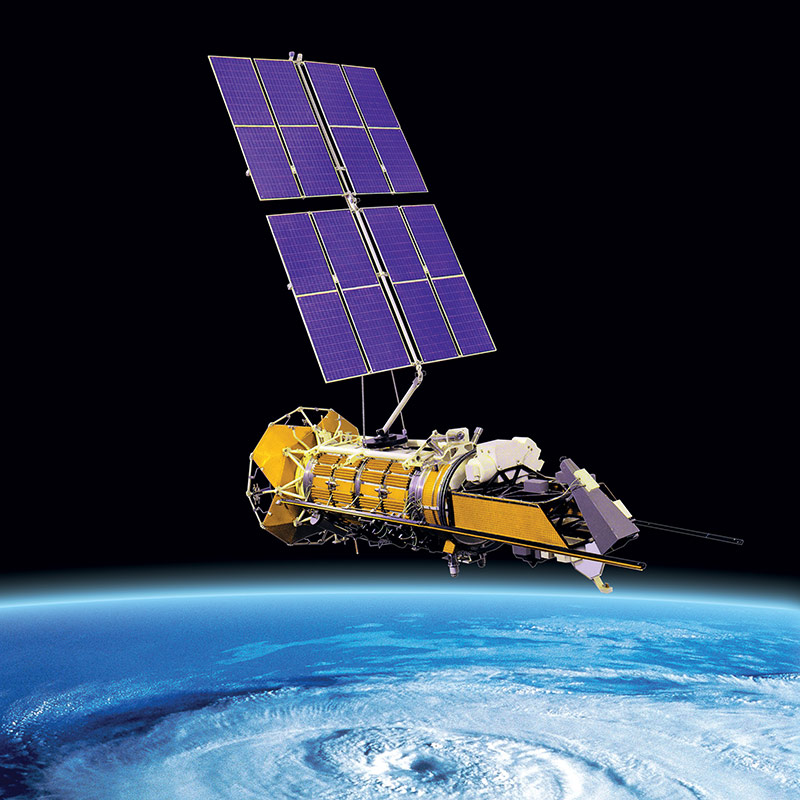
Image du satellite Okean-O.

Okean (en russe : Океан, océan) est une série de satellites soviétiques puis russo-ukrainiens d'observation de la Terre en orbite polaire. Ce sont des satellites d'océanographie. Le premier de ces satellites a été lancé en 1980. Okean-O a été lancé le 17 juillet 1999 et est le premier d'une nouvelle série comportant plusieurs avancées technologiques.

## Historique
Le développement des satellites Okean a commencé dans les années 1970. Les premiers prototypes, Kosmos 1076 et Kosmos 1151, de la série Okean-E, ont été lancés respectivement le 12 février 1979 et le 23 janvier 1980.
La série de satellites Okean-OE, représentée par les satellites Kosmos 1500 et Kosmos 1602, comportait plusieurs améliorations. Ils ont été lancés respectivement le 28 septembre 1983 et le 28 septembre 1984. Une nouvelle génération de satellites, Okean-O1, voit le jour en 1986. Au total, dix lancements sont effectués, dont un échec. En 1995, les satellites sont nommés Sich par leur fabricant ukrainien, OKB Yuzhnoye (OKB-586).
Le 17 juillet 1999, est lancé Okean-O, qui représente la nouvelle génération de satellites.

## Lancements
| Type     | Satellite     | Date de lancement | Base de lancement | Fin                | Index NSSDC |
| -------- | ------------- | ----------------- | ----------------- | ------------------ | ----------- |
| Okean-E  | Kosmos 1076   | 12 février 1979   | Plessetsk         | 13 mars 1980       | 1979-011A   |
| Okean-E  | Kosmos 1151   | 23 janvier 1980   | Plessetsk         | 13 octobre 1981    | 1980-005A   |
| Okean-OE | Kosmos 1500   | 28 septembre 1983 | Plessetsk         | 12 juin 1986       | 1983-099A   |
| Okean-OE | Kosmos 1602   | 28 septembre 1984 | Plessetsk         | 11 novembre 1985   | 1984-105A   |
| Okean-O1 | Kosmos 1766   | 29 juillet 1986   | Plessetsk         | 1988               | 1986-055A   |
| Okean-O1 | Kosmos 1869   | 16 juillet 1987   | Plessetsk         | 1989               | 1987-062A   |
| Okean-O1 | Okean 1       | 5 juillet 1988    | Plessetsk         | 1990               | 1988-056A   |
| Okean-O1 | Okean         | 9 juin 1989       | Plessetsk         | Échec au lancement |             |
| Okean-O1 | Okean 2       | 28 février 1990   | Plessetsk         | 1991               | 1990-018A   |
| Okean-O1 | Okean 3       | 4 juin 1991       | Plessetsk         | 1993               | 1991-039A   |
| Okean-O1 | Okean-O1 no 7 | 11 octobre 1994   | Plessetsk         | 1996               | 1994-066A   |
| Okean-O1 | Sich 1        | 31 août 1995      | Plessetsk         | 1996               | 1995-046A   |
| Okean-O  | Okean-O       | 17 juillet 1999   | Baïkonour         | 2000               | 1999-039A   |
| Okean-O1 | Sich 1M       | 24 décembre 2004  | Plessetsk         | 2004               | 2004-052A   |